# Melanophidium
Melanophidium – rodzaj węży z rodziny tarczogonowatych (Uropeltidae).

## Zasięg występowania
Rodzaj obejmuje gatunki występujące endemicznie w Indiach (Kerala, Tamilnadu, Ghaty Zachodnie i Maharasztra). 

## Systematyka

### Etymologia
Melanophidium: gr. μελας melas, μελανος melanos „czarny”; οφις ophis, οφεως opheōs „wąż”.

### Podział systematyczny
Do rodzaju należą następujące gatunki:
- Melanophidium bilineatum Beddome, 1870
- Melanophidium khairei Gower, Giri, Captain & Wilkinson, 2016
- Melanophidium punctatum Beddome, 1871
- Melanophidium wynaudense (Beddome, 1863)